# 파울리뉴 파이아캉
파울리뉴 파이아캉(Paulinho Paiacã, 1953년 4월 19일 ~ 2020년 6월 17일)은 브라질의 카야포인 지도자이다. 본명은 벱카로로티(Bepkaroroti)이고, ‘파울리뉴 파이아캉’은 선교사들이 지어준 이름이다.
1971년에 아마존 횡단 고속도로 건설을 위해 선주민들과 교섭하는 역할을 맡았다가 카야포 거주지와 열대우림 파괴의 위험을 깨닫고 반대 운동을 시작했다. 이후 지구의 벗과 세계 자연 기금 등 국제적인 기구의 지원을 받아 환경 운동을 했다.
1992년 자녀의 가정교사를 성폭행한 혐의로 1999년에 6년 징역을 선고받았다.
2020년 6월 17일 파라주 레덴상의 아라과이아 지역 공공 병원(Hospital Regional Público do Araguaia)에서 코로나19에 의해 사망하였다.